# Воробьёв, Борис Алексеевич
Бори́с Алексе́евич Воробьёв (2 февраля 1949, Ногинск, Московская область — 17 июня 1998, Торжок) — советский и российский вертолётчик, генерал-майор, Герой России. Заслуженный военный лётчик Российской Федерации (1993). Классная квалификация — военный лётчик-снайпер. Один из лучших вертолётчиков в Мире.

## Биография
Борис Воробьёв родился 2 февраля 1949 года в городе Ногинске Московской области в семье рабочего. В 1967 году окончил школу № 41 посёлка Фрязево Московской области. После школы работал слесарем-сборщиком на Московском авиаремонтном заводе. В том же 1967 году поступил в Сызранское военное авиационное училище лётчиков, после окончания которого в 1971 году служил на различных лётных должностях. В 1982 году Воробьёв с отличием окончил Военно-воздушную академию им. Ю. А. Гагарина.
В 1983—1984 годах Воробьёв принимал участие в Афганской войне. В 1985 году за «отличное выполнение задания по оказанию интернациональной помощи республике Афганистан» он был награждён орденом Красной звезды, а за «заслуги в развитии дружбы между народами Афганистана и СССР» — афганским орденом Красного Знамени.
В 1986—1989 годах Воробьёв командовал 1038-м Центром подготовки лётного состава (армейской авиации) для действующей в Афганистане 40-й армии (Чирчик). В 1991 году его назначили начальником 344-го Центра боевого применения и переучивания (лётного состава армейской авиации).
По инициативе Бориса Воробьёва была создана пилотажная группа «Беркуты», работающая на боевых вертолётах. Группа принимала неоднократное участие в авиасалонах «МАКС».
Воробьёв первым выполнил «мёртвую петлю» на вертолёте с соосной схемой.
Он летал на большом количестве типов вертолётов и внёс существенный вклад в освоение машины Ка-50. Воробьёв демонстрировал технику пилотирования на авиасалонах в Ле-Бурже (Франция), «Дубай-95», «Лима-95» (Малайзия), «Фарнборо» (Великобритания).
Указом президента Российской Федерации от 20 июля 1996 года генерал-майору Б. А. Воробьёву за мужество и героизм, проявленные при испытании новой авиационной техники в условиях, сопряжённых с риском для жизни, присвоено звание Героя Российской Федерации.

## Гибель
17 июня 1998 года при выполнении планового испытательного полёта на вертолёте Ка-50, в городе Торжке, на высоте около 70 метров у вертолёта произошёл перехлёст несущих винтов соосной системы. Борис Алексеевич Воробьёв погиб. Похоронен в Торжке на Иоанно-Богословском кладбище.

## Семья
С февраля 1974 женат на Елене Лукьяновне Воробьёвой. В семье три дочери: Елена (р. 1975, в г. Борисоглебск), Светлана (р.1981, п. Монино, Московская область), Наталья (р. 1981, п. Монино, Московская область) — младшие окончили Тверской государственный университет, юридический факультет. 